# 牛稠坑
牛稠坑，是臺灣臺中市后里區的一個傳統地域名稱，位於該區東南部。相較於今日行政區，其範圍大致為廣福里不含東北端凸出部分及東南端一小塊地，以及東勢區明正里西南端一小塊地。
2018年臺中世界花卉博覽會三大場地之一的后里馬場森林園區即位於本地區。

## 歷史
台灣清治末期，牛稠坑地區為一街庄，稱為「牛稠坑庄」，隸屬於苗栗三堡。該庄北與圳藔庄為鄰，東邊北段與石壁坑庄為鄰，東邊南段及南邊東段與石圍墻庄為鄰，南邊西段為朴仔口庄、大湳庄，西邊為墩仔腳庄。
1901年（日治明治三十四年）11月，全台廢縣廳改設二十廳，該庄隸屬於苗栗廳。1903年（明治三十六年）6月，該庄編入「內埔區」，仍隸屬於苗栗廳。1909年（明治四十二年）10月，全台二十廳合併為十二廳，苗栗廳廢止，內埔區改隸屬於臺中廳。1920年（大正九年），全台地方制度大改正，該庄改制為「牛稠坑」大字，隸屬於臺中州豐原郡內埔庄。
戰後內埔庄改制為內埔鄉，隸屬於臺中縣，大字亦改制為村。1950年10月，中、彰、投分治，外埔鄉隸屬不變。1955年，因與屏東縣內埔鄉同名，改名為「后里鄉」。2010年12月，隨著臺中縣、市合併為直轄臺中市，后里鄉改制為后里區，村亦改制為里。

## 聚落
本地區有牛稠坑、石壁後、鴨母坑、長青山莊、曾厝、廣福社區、七星崗、宏安等聚落。

## 交通
台鐵山線大致以北北東—南南西走向轉縱向再轉北北西—南南東走向經過牛稠坑地區中部偏西地帶。境內未設站，北側最近的是后里車站，屬三等站，主要停靠區間車，自強號每日僅雙向各停靠一個車次；南側最近的是豐原車站，屬一等站，停靠大部分的普悠瑪號、自強號及其餘全部列車。由此等可前往台鐵沿線各站。其中后里車站是中部區間車主要折返點之一。
省道台13線是香山內湖至豐原的幹道，其中尖山至豐原路段俗稱「尖豐公路」，大致以北北東—南南西走向轉北北西—南南東走向再轉縱向經過本地區西部邊界。由該道路向北北東可前往后里市區東部、三義、銅鑼、苗栗等地，向南可前往豐原並止於省道台3線路口。
區道中38線（三豐路三段、馬場路）是內埔至七星山的道路，其東側端點位於本地區中部偏西北的后里馬場前區道中41線路口。由此向西至本地區西部邊界處的省道台13線路口，轉向南與其共線一段路後至南村路路口轉向西北西出境，可前往墩子腳的七星國小後轉北並止於墩子腳中部的公安路路口。
區道中41線（內東路、寺山路）是圳寮至毗盧寺的道路，其南側端點位於本地區南部偏東山區的毗盧寺。由此向北北西蜿蜒下山，至平地後轉西再轉北，經后里馬場後轉北北西再轉西再轉北出境後，可前往圳寮西部的后里國小旁並止於市道132號路口。
區道中41-1線（內東路廣益巷）是宏安至慈園的道路，其西北側端點位於本地區西北部宏安聚落旁的區道中41線路口。由此向東蜿蜒而行至石壁後轉南南西再轉西北西蜿蜒而行，最終止於區道中44線路口。
區道中44線（內東路）是后里馬場至東勢石城的道路，其西側端點位於本地區中部偏西北的后里馬場北側。由此向東北東轉東南蜿蜒進入山區，經曾厝、長青山莊後出境，可前往東勢石圍墻的石城聚落並止於省道台3線路口。

## 學校
- 臺中市立后綜高級中學

## 文化資產
- 后里馬場馬廄、場本部、紀念碑（市定古蹟）
- 后里馬場場長宿舍（歷史建築）
- 后里馬場（文化景觀）

## 景點
- 后豐鐵馬道